# سانتا آنا د پوسا
سانتا آنا د پوسا (به اسپانیایی: Santa Ana de Pusa) یک شهرستان در اسپانیا است که در استان تولدو واقع شده‌است.

## خصوصیات
سانتا آنا د پوسا ۱۹ کیلومترمربع مساحت و ۴۱۱ نفر جمعیت دارد و ۵۹۴ متر بالاتر از سطح دریا واقع شده‌است.